# My Boo
"My Boo" é uma canção dos cantores norte-americanos Usher e Alicia Keys, lançada em  2004 pela editora discográfica LaFace Records como o quarto e penúltimo single do quarto álbum de estúdio de Usher, Confessions (2004).

## Background e Compositores
Usher e Alicia Keys já haviam colaborado com o remix de Alicia Keys 2004 single "If I Ain't Got You", que foi lançado no Reino Unido. Durante a produção do álbum de Usher,Confessions, eles pensaram sobre várias cantoras para ajudarem na canção. Usher e Kortney Kaycee Leveringston fizeram uma demo que pode ser encontrada na internet. Apesar de ter sido e ainda é amplamente, acreditavam que ela era sua irmã Beyoncé. No entanto, Jermaine Dupri, que co-escreveu a música, incluindo o hit "Yeah!", "Burn" e "Confessions part II", sentiu que ele tinha estabelecido bom relacionamento com Keys desde que ela tinha trabalhado com ele e Usher.
A canção foi escrita a partir das perspectivas de Keys e Usher, que desempenham o papel de um casal que teve um relacionamento no passado. Para ele, Usher, "fala sobre como eles eram no amor e como aqueles são ainda persistentes, apesar dos dois não se envolverem mais ". Para Keys," A canção fala sobre a primeira pessoa que você realmente teve um sentimento forte. Mesmo depois que você seguiu em frente e conheceu novas pessoas, você sempre lembrar daquela primeira pessoa.

## Alinhamento de faixas
- CD single do Reino Unido

1. "My Boo"
2. "Background e compositores."
3. "Confessions Part II"

- Download digital

1. "My Boo"

## Desempenho nas tabelas musicais
| País — Tabela musical (2004/2005)                            | Posição de pico |
| ------------------------------------------------------------ | --------------- |
| Alemanha — Media Control Charts                              | 4               |
| Áustria — Ö3 Austria Top 75                                  | 29              |
| Bélgica (Flandres) — Ultratop                                | 21              |
| Bélgica (Valónia) — Ultratop 40                              | 24              |
| Finlândia — Suomen virallinen lista                          | 14              |
| França — SNEP                                                | 19              |
| Irlanda — IRMA                                               | 7               |
| Países Baixos — Mega Single Top 100                          | 6               |
| Noruega — VG-lista                                           | 4               |
| Suécia — Sverigetopplistan                                   | 18              |
| Suíça — Schweizer Hitparade                                  | 3               |
| Reino Unido — UK Singles Chart (The Official Charts Company) | 5               |
| Estados Unidos — Billboard Hot 100                           | 1               |
| Estados Unidos — Hot R&B/Hip-Hop Songs (Billboard)           | 1               |
| Estados Unidos — Pop Songs (Billboard)                       | 2               |

## Certificações
| Região                | Certificação |
| --------------------- | ------------ |
| Canadá - Music Canada | Platina      |
| Estados Unidos - RIAA | Platina      |